# سیدر پارک (تگزاس)
سیدر پارک، تگزاس(به انگلیسی: Cedar Park, Texas) شهری در ایالت تگزاس از ایالات جنوبی ایالات متحده آمریکا است. در سرشماری سال ۲۰۰۰، جمعیت این شهر ۲۶۰۴۹ نفر اعلام شد.